# Konane

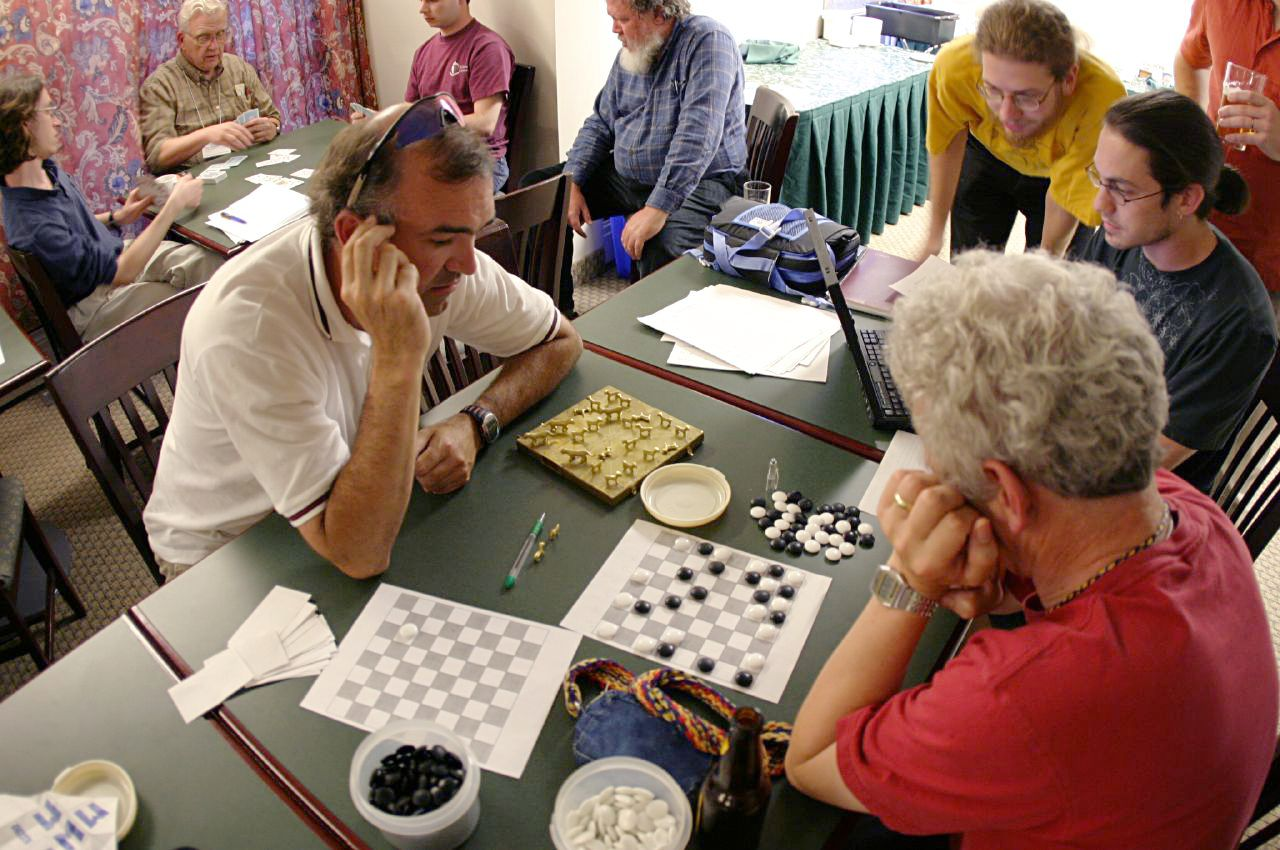
Mathematiciens en train de jouer à Konane dans une conférence de théorie combinatoire des jeux

Kōnane est un jeu de société de stratégie originaire de Hawaï. Pré-européen, il a été décrit lors du troisième voyage du Capitaine Cook en 1779. Au départ, le plateau de jeu est rempli alternativement de pions blancs et noirs. Chaque joueur saute au-dessus des pièces de son adversaire et les capture de façon analogue au jeu de dames. Le premier joueur qui ne peut plus capturer de pièce est le perdant ; son adversaire gagne la partie,.
Avant le contact avec les Européens, le jeu se jouait avec des petites pièces de corail blanc et de lave noire sur une grande pierre sculptée qui servait de table et de plateau. Le Parc historique national Pu'uhonua O Honaunau possède un de ces plateaux.

## Équipement

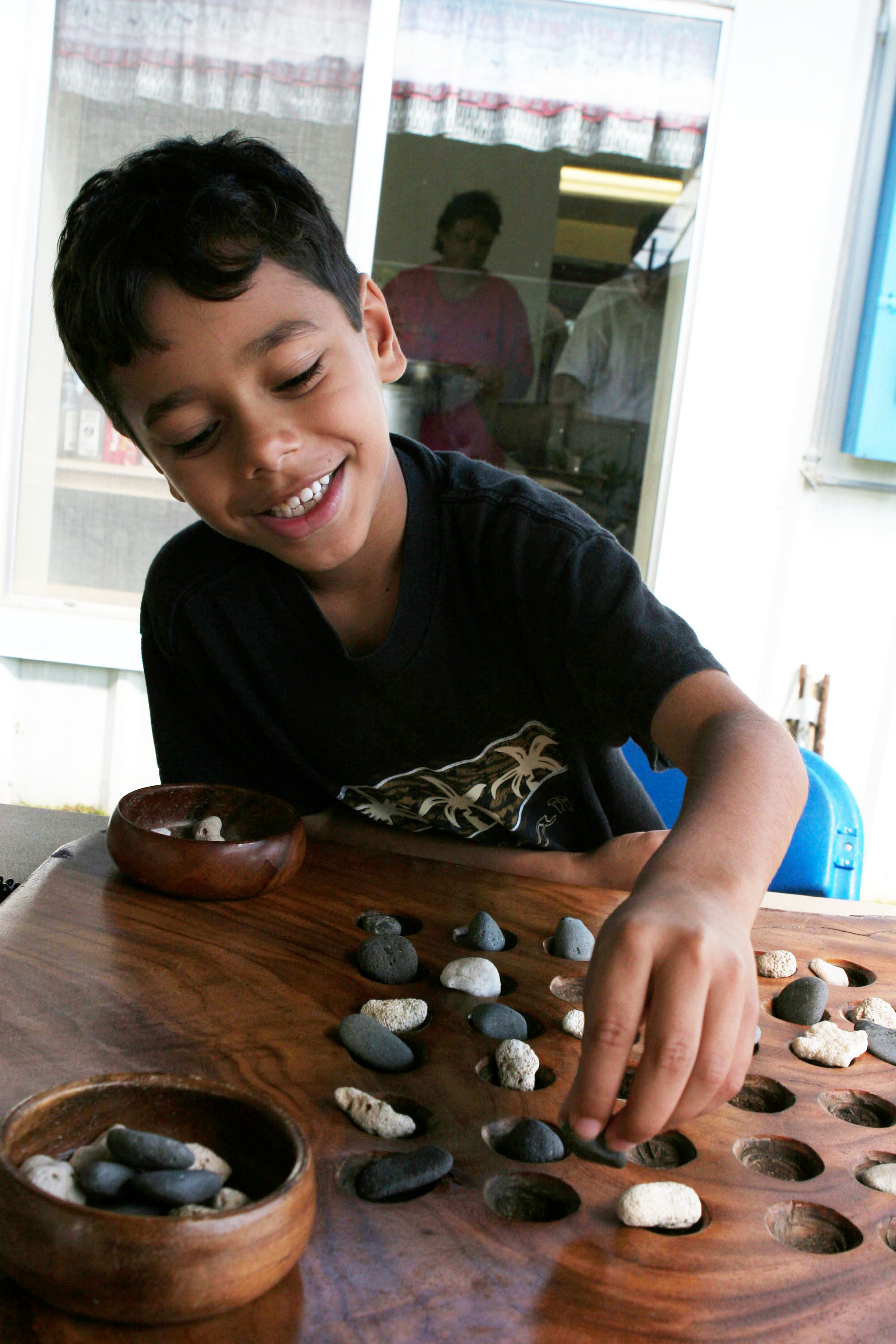
Enfant jouant à Konane avec des pierres sur un plateau de bois

Le jeu se joue sur un plateau rectangulaire ou carré. Les pièces sont disposées au début du jeu pour former un motif de damier alternant deux couleurs sur le dessus d'une table, sur le sol ou n'importe quelle autre surface plate. Par ailleurs, cette disposition initiale peut être généralisée à n'importe quelle forme géométrique. En pratique, les plateaux de Konane carrés vont de la taille 6×6 à 14×14. Parmi les dimension des plateaux rectangulaires traditionnels figurent 9×13, 14×17 et 13×20,.

## But du jeu
Le premier joueur qui ne peut capturer une pièce adverse est le perdant et son adversaire gagne la partie,,,.

## Règle du jeu et déroulement
Au début de la partie, toutes les pièces sont disposées sur le plateau (ou la table, ou le sol, etc.) en alternant les couleurs,,. Les joueurs décident lequel joue quelle couleur (noir ou blanc).
1. Il est de tradition que Noir commence. Il choisit alors de retirer une pièce soit sur la case centrale du plateau de jeu, soit sur une case voisine à la case centrale, soit sur l'un des quatre coins du plateau[2],[5].
2. Blanc retire alors une pièce de la couleur opposée orthogonalement adjacente à l'espace libre créé par Noir. Il y a donc deux espaces vides adjacents sur le plateau[2],[5].
3. À partir de là, les joueurs capturent les pièces de l'adversaire à tour de rôle. Tous les mouvements sont des mouvements de capture[1]. Un joueur capture une pièce de l'adversaire en sautant par-dessus avec une de ses pièces, comme aux dames ; cependant, au contraire des dames, les captures se font perpendiculairement (aux côtés des cases) et pas en diagonale. La pièce d'un joueur saute sur une pièce orthogonalement adjacente de l'adversaire et atterrit sur l'espace vacant qui est juste après[2],[4]. La pièce d'un joueur peut continuer à sauter par-dessus d'autres pièces adverses mais seulement dans la même direction orthogonale. Le joueur peut arrêter de sauter sur les pièces adverses quand il le souhaite mais il doit capturer au moins une pièce à chaque tour. Quand la pièce arrête de sauter, le tour du joueur prend fin. Une seule pièce peut être utilisée à chaque tour pour capturer des pièces adverses[1],[5].

Le joueur qui ne peut plus effectuer de capture perd la partie ; son adversaire est déclaré gagnant,,,. Il ne peut pas y avoir de partie nulle au Konane, parce que l'un des deux joueurs finit nécessairement par ne plus pouvoir capturer aucune pièce.

## Analyse mathématique
Hearn a prouvé que le jeu Konane est PSPACE-complet par une réduction de logique des contraintes,. Il y a par ailleurs des résultats positifs pour certaines configurations restreintes. Ernst dérive des valeurs de Théorie des jeux combinatoires pour plusieurs positions intéressantes. Chan et Tsai analysent le jeu 1×n mais même cette version du jeu n'est pas encore complètement résolue.